# Comunas do Burundi

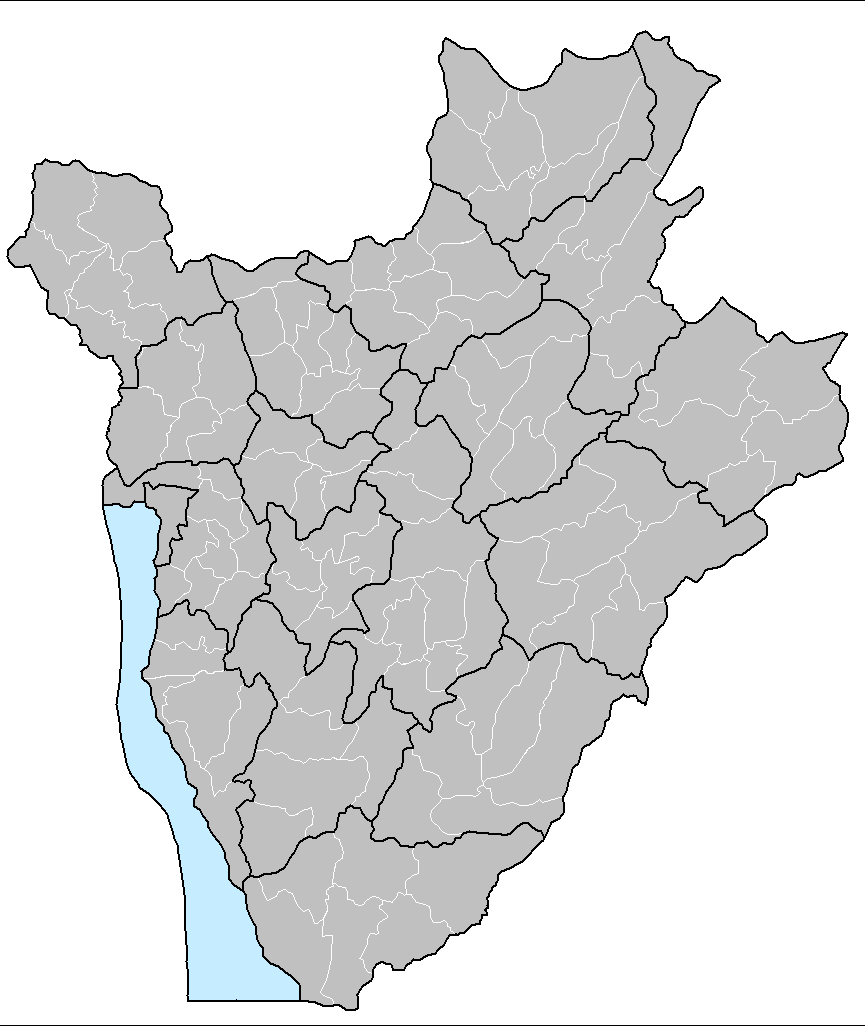
Comunas do Burundi.

As províncias do Burundi são divididas em 117 comunas. As comunas são ainda subdivididas em Colinas. As comunas estão listadas abaixo, por província:

## Bubanza
- Comuna de Bubanza
- Comuna de Gihanga
- Comuna de Musigati
- Comuna de Mpanda
- Comuna de Rugazi

## Bujumbura Mairie
- Bujumbura Mairie
- Buyenzi
- Bwiza
- Ngagara
- Nyakabiga
- Musaga
- Kanyosha
- Kamenge
- Kinama
- Rohero

## Bujumbura Rural
- Bugarama
- Isale
- Kabezi
- Kanyosha
- Mubimbi
- Mugongomanga
- Muhuta
- Mukike
- Mutambu
- Mutimbuzi
- Nyabiraba

## Bururi
- Burambi
- Bururi
- Buyengero
- Matana
- Mugamba
- Rumonge
- Rutovu
- Songa
- Vyanda

## Cankuzo
- Cankuzo
- Cendajuru
- Gisagara
- Kigamba
- Mishiha

## Cibitoke
- Buganda
- Bukinanyana
- Mabayi
- Mugina
- Murwi
- Rugombo

## Gitega
- Bugendana
- Bukirasazi
- Buraza
- Giheta
- Gishubi
- Gitega
- Itaba
- Makebuko
- Mutaho
- Nyanrusange
- Ryansoro

## Karuzi
- Bugenyuzi
- Buhiga
- Gihogazi
- Gitaramuka
- Mutumba
- Nyabikere
- Shombo

## Kayanza
- Butaganzwa
- Gahombo
- Gatara
- Kabarore
- Kayanza
- Matongo
- Muhanga
- Muruta
- Rango

## Kirundo
- Bugabira
- Busoni
- Bwambarangwe
- Gitobe
- Kirundo
- Ntega
- Vumbi

## Makamba
- Kayogoro
- Kibago
- Mabanda
- Makamba
- Nyanza-Lac
- Vugizo

## Muramvya
- Bukeye
- Kiganda
- Mbuye
- Muramvya
- Rutegama

## Muyinga
- Buhinyuza
- Butihinda
- Gashoho
- Gasorwe
- Giteranyi
- Muyinga
- Mwakiro

## Mwaro
- Bisoro
- Gisozi
- Kayokwe
- Ndava
- Nyabihanga
- Rusaka

## Ngozi
- Busiga
- Gashikanwa
- Kiremba
- Marangara
- Mwumba
- Ngozi
- Nyamurenza
- Ruhororo
- Tangara

## Rutana
- Bukemba
- Giharo
- Gitanga
- Mpinga-Kavoye
- Musongati
- Rutana

## Ruyigi
- Butaganzwa
- Butezi
- Bweru
- Gisuru
- Kinyinya
- Nyabitsinda
- Ruyigi